# O Amor Dá Trabalho
O Amor Dá Trabalho é um filme de comédia brasileiro, produzido em 2018 e lançado em 2019, escrito e dirigido por Ale McHaddo.
Conta com Leandro Hassum, Bruno Garcia, Flávia Alessandra, Monique Alfradique e Felipe Torres nos papéis principais.

## Elenco
- Leandro Hassum como Anselmo
- Flávia Alessandra como Elisângela Gouveia[3]
- Bruno Garcia como Paulo Sérgio Marques
- Monique Alfradique como Fernanda Kelsey
- Felipe Torres como Dan Dan
- Tadeu Mello como Deoclécio
- Nanda Lisboa como Thaís
- Rogério Morgado como Caziel
- Luciana Paes como Simone

Participações especiais
- Maria Clara Gueiros como Nossa Senhora
- Dani Calabresa como Atena
- Paulinho Serra como São Pedro
- Hélio de La Peña como Shiva
- Murilo Couto como Jesus Cristo
- Sérgio Loroza como Xangô
- Ludmilla como Iansã[4]
- Falcão como Odin
- Marco Zenni como Buda
- Bruno Sutter como Thor
- Victor Leal como Moisés
- Anselmo Vasconcelos como Chefe do limbo
- André Mattos como Dr. Magalhães
- Marcello Airoldi como Domingos
- Kiko Marques como Erasmo
- Tony Tornado como delegado
- Tony Lee como Mestre Mei
- Alex Minei como garçom chinês
- Iná de Carvalho como freira